# Калверли, Эрни
Эрнест «Эрни» Калверли (30 января 1924 — 20 сентября 2003) — американский профессиональный баскетболист, игравший на позиции разыгрывающего защитника. Калверли выступал в Баскетбольной ассоциации Америки за команду «Провиденс Стимроллерс». Он был лидером лиги по передачам в первых двух сезонах её существования. В своём дебютном сезоне он был включён в команду всех звёзд БАА. Эрни завершил карьеру игрока уже через три года и вернулся в Род-Айлендский университет, где занял должность тренера баскетбольной команды. За свою тренерскую карьеру он дважды выводил своих подопечных в турнир NCAA.
Калверли умер 20 сентября 2003 года из-за осложнений после ввода кардиостимулятора.

## Карьера в колледже
Калверли был задним числом объявлен лидером по количеству набранных очков в мужском баскетбольном сезоне 1944 года. Но больше всего Калверли был известен одним особенным броском. Его прозвали «выстрелом, который услышал весь мир», это был бросок со средней площадки с расстояния 62 футов по истечении времени в Мэдисон-сквер-гарден в 1946 году в Национальном пригласительном турнире против Боулинг Грин Фалконс, который сравнял счет и перевел игру в овертайм. Даже спустя 50 лет он заявил, что не думал, что мяч попадет в корзину, так как ему пришлось следить за тем, чтобы он не ударился о табло во время броска двумя руками.

## Профессиональная карьера
Калверли лидировал по количеству передач за игру в первый и второй годы лиги, играя за команду своего родного штата, «Провиденс Стимроллерс». В свой первый сезон Калверли был выбран во вторую команду All-BAA. За свою карьеру он пропустил всего три игры (по одной в каждом сезоне). У него был процент штрафных бросков 70,7%, что контрастирует с его процентом попаданий с игры в 29,1% за всю жизнь. «Бостон Селтикс» из «Провиденс Стимроллерс» выбрал его на драфте в 1949 году, команда затем распалась. Месяц спустя он был забракован и больше не играл.

## Тренерская карьера
Позже он вернулся в Род-Айлендский университет, чтобы тренировать «Род-Айленд Рэмс», и привел их к двум Мужским баскетбольным турнирам первого дивизиона NCAA в 1961 и 1966 годах, оба раза проиграв в первом раунде. Калверли умер 20 октября 2003 года от осложнений инфекции после установки кардиостимулятора.

## Статистика

### Статистика в НБА
| Сезон                                                                                    | Команда   | Регулярный сезон | Регулярный сезон | Регулярный сезон | Регулярный сезон | Регулярный сезон | Регулярный сезон | Регулярный сезон | Регулярный сезон | Регулярный сезон | Регулярный сезон | Регулярный сезон | Серия плей-офф | Серия плей-офф | Серия плей-офф | Серия плей-офф | Серия плей-офф | Серия плей-офф | Серия плей-офф | Серия плей-офф | Серия плей-офф | Серия плей-офф | Серия плей-офф |
| Сезон                                                                                    | Команда   | GP               | GS               | MPG              | FG%              | 3P%              | FT%              | RPG              | APG              | SPG              | BPG              | PPG              | GP             | GS             | MPG            | FG%            | 3P%            | FT%            | RPG            | APG            | SPG            | BPG            | PPG            |
| ---------------------------------------------------------------------------------------- | --------- | ---------------- | ---------------- | ---------------- | ---------------- | ---------------- | ---------------- | ---------------- | ---------------- | ---------------- | ---------------- | ---------------- | -------------- | -------------- | -------------- | -------------- | -------------- | -------------- | -------------- | -------------- | -------------- | -------------- | -------------- |
| 1946/47                                                                                  | Провиденс | 59               |                  |                  | 29,3             |                  | 70,3             | 0,0              | 3,4              |                  |                  | 14,3             | Не участвовал  | Не участвовал  | Не участвовал  | Не участвовал  | Не участвовал  | Не участвовал  | Не участвовал  | Не участвовал  | Не участвовал  | Не участвовал  | Не участвовал  |
| 1947/48                                                                                  | Провиденс | 47               |                  |                  | 27,1             |                  | 66,5             | 0,0              | 2,5              |                  |                  | 11,9             | Не участвовал  | Не участвовал  | Не участвовал  | Не участвовал  | Не участвовал  | Не участвовал  | Не участвовал  | Не участвовал  | Не участвовал  | Не участвовал  | Не участвовал  |
| 1948/49                                                                                  | Провиденс | 59               |                  |                  | 31,3             |                  | 75,6             | 0,0              | 4,3              |                  |                  | 9,4              | Не участвовал  | Не участвовал  | Не участвовал  | Не участвовал  | Не участвовал  | Не участвовал  | Не участвовал  | Не участвовал  | Не участвовал  | Не участвовал  | Не участвовал  |
|                                                                                          | Всего     | 165              |                  |                  | 29,1             |                  | 70,7             | 0,0              | 3,5              |                  |                  | 11,9             | Не участвовал  | Не участвовал  | Не участвовал  | Не участвовал  | Не участвовал  | Не участвовал  | Не участвовал  | Не участвовал  | Не участвовал  | Не участвовал  | Не участвовал  |
| Наведите курсор мыши на аббревиатуры в заголовке таблицы, чтобы прочесть их расшифровку. |           |                  |                  |                  |                  |                  |                  |                  |                  |                  |                  |                  |                |                |                |                |                |                |                |                |                |                |                |